# Wahlenbergia gracilis
Wahlenbergia gracilis är en klockväxtart som först beskrevs av Johann Georg Adam Forster, och fick sitt nu gällande namn av A.Dc. Wahlenbergia gracilis ingår i släktet Wahlenbergia och familjen klockväxter. Inga underarter finns listade i Catalogue of Life.

## Bildgalleri

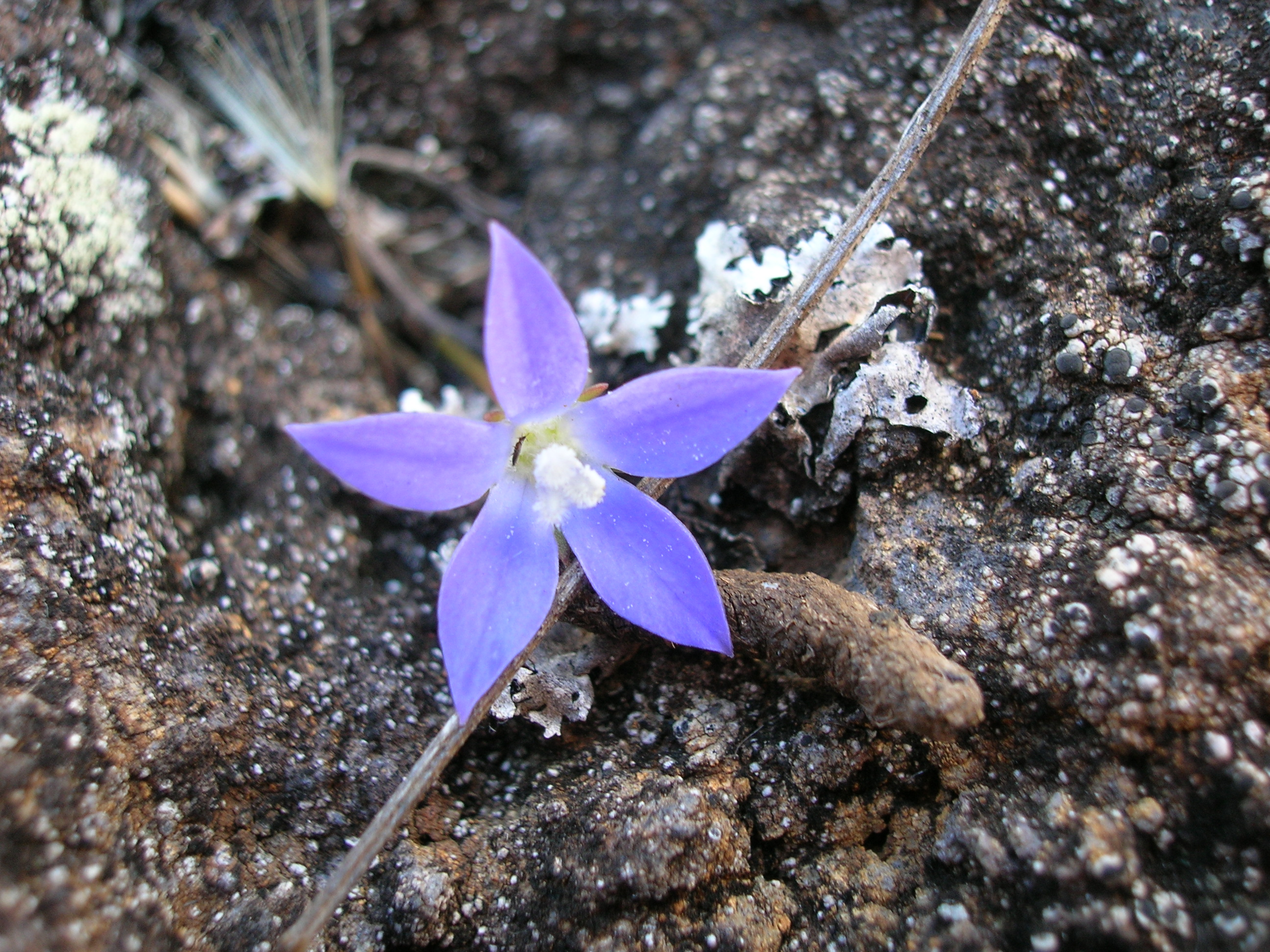
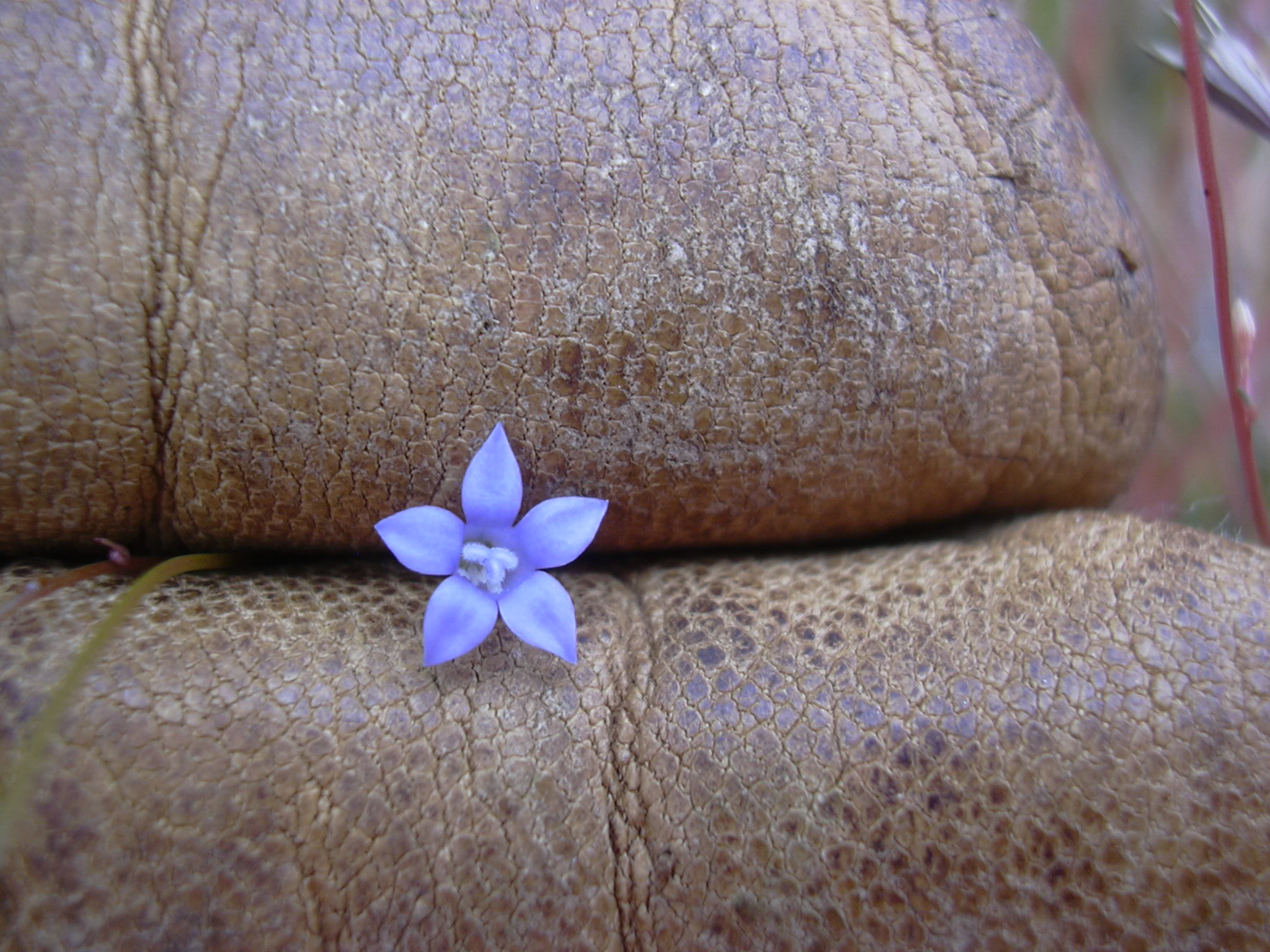
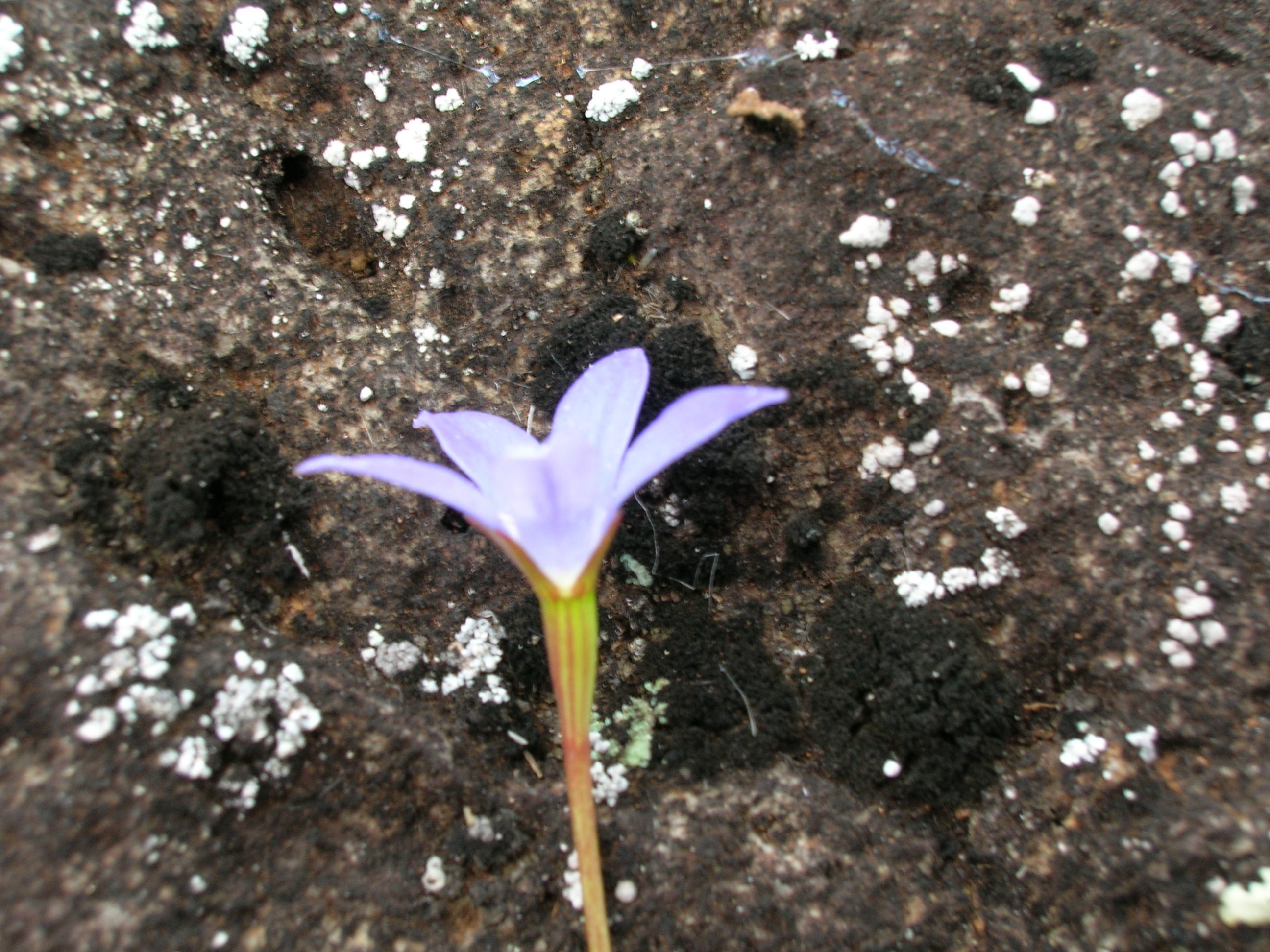
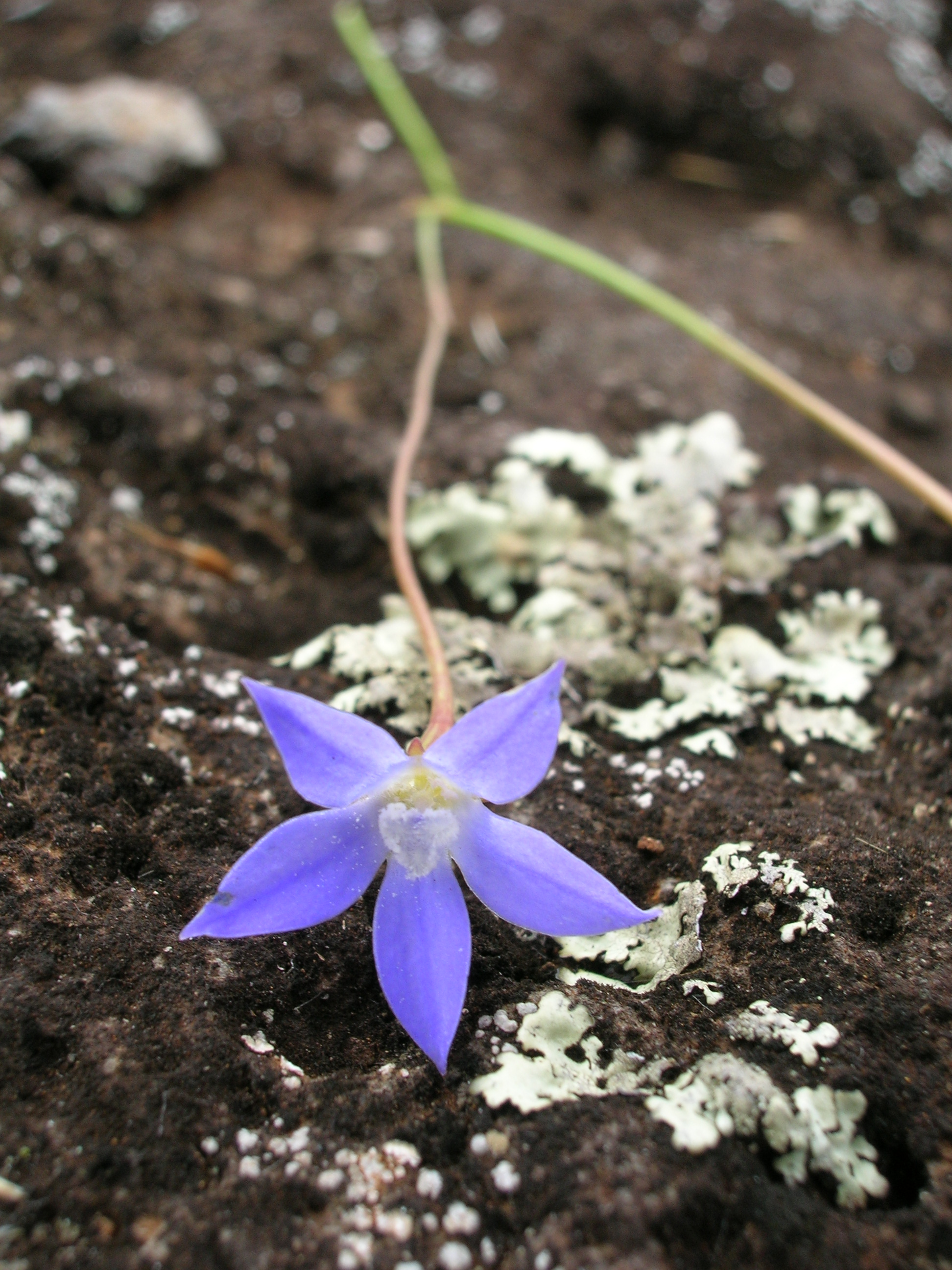
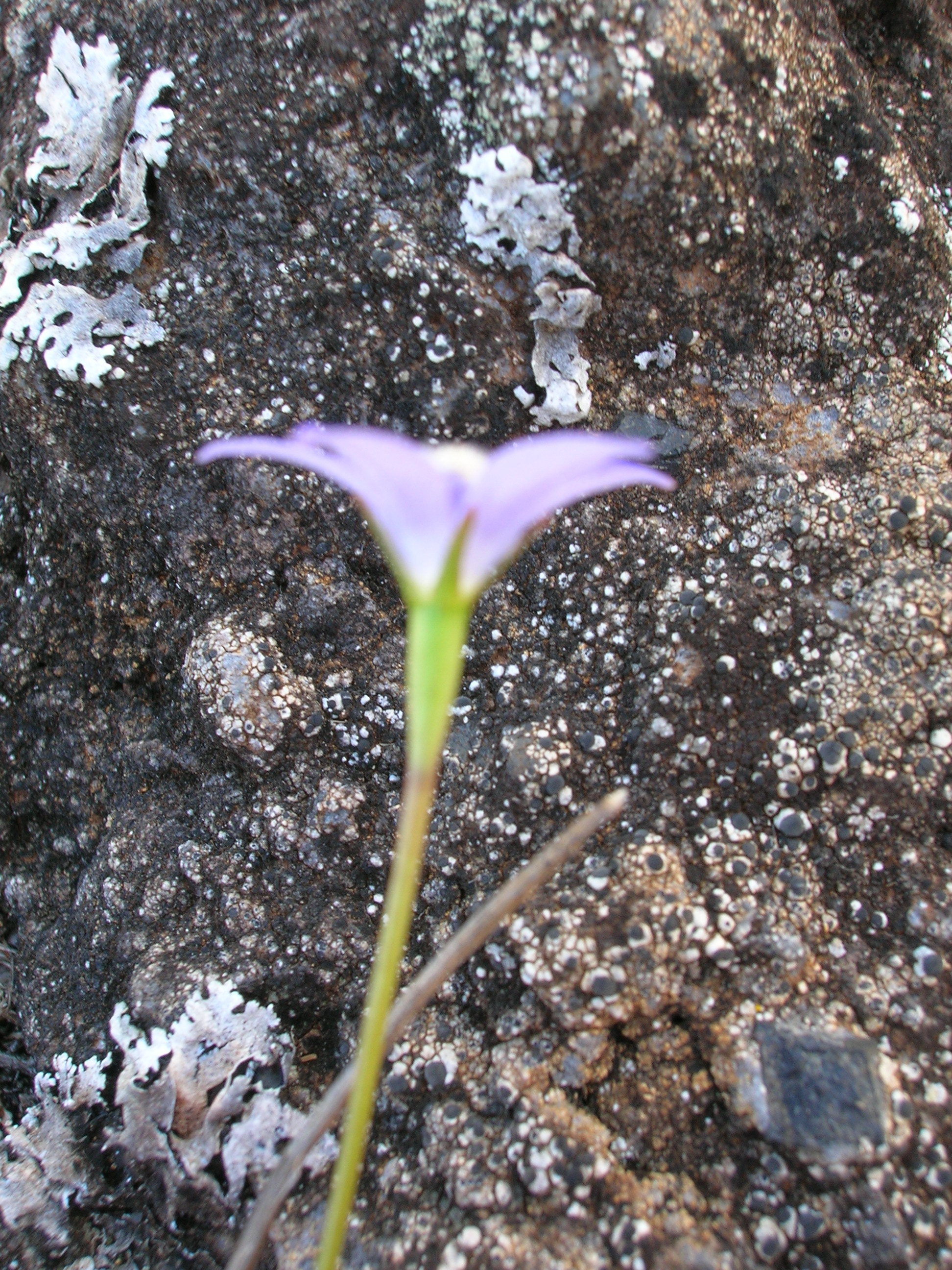